# Dentergem

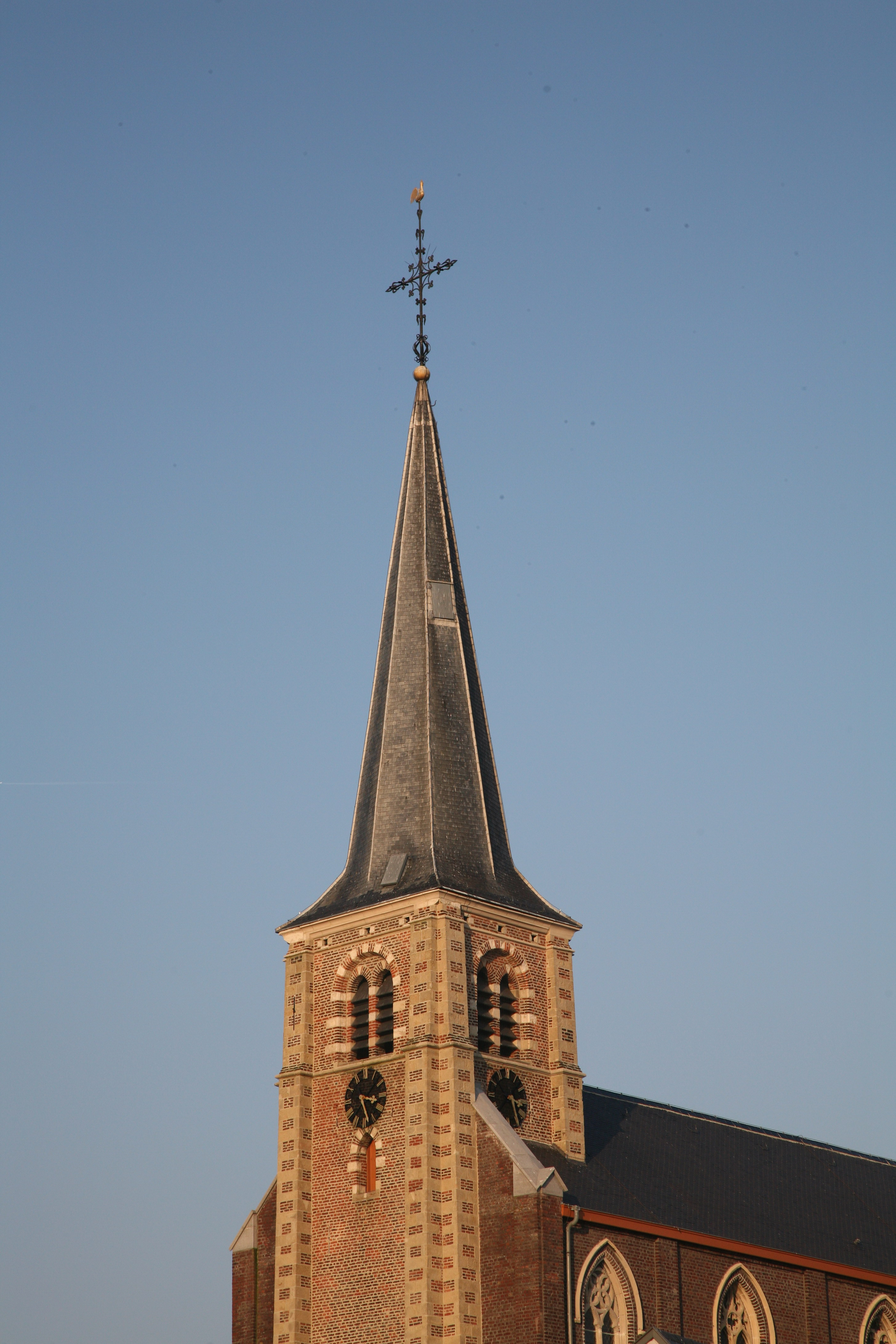
Iglesia de Dentergem

Dentergem es un municipio de la región de Flandes, en la provincia de Flandes Occidental, Bélgica. A comienzos de 2018 contaba con una población total de 8.484 personas. La extensión del término es de 25,94 km², con una densidad de población de 327 habitantes por km².

## Geografía

### Secciones del municipio
El municipio comprende los antiguos municipios, que se fusionaron en 1977:
| - Dentergem - Markegem - Oeselgem - Wakken |

## Demografía

### Evolución
Todos los datos históricos relativos al actual municipio, el siguiente gráfico refleja su evolución demográfica, incluyendo municipios después de efectuada la fusión el 1 de enero de 1977.
| Gráfica de evolución demográfica de Dentergem entre 1846 y 2020 |
|                                                                 |

## Enlaces relacionados
Sitio oficial del término municipal de Dentergem
- Datos: Q742906
- Multimedia: Dentergem / Q742906